# La Tebaida (Quindío)
La Tebaida (prononcé en espagnol : [la teˈβaiða]) est une municipalité située dans le département du Quindío en Colombie.